# Sigeres
Sigeres es un municipio de España perteneciente a la provincia de Ávila, en la comunidad autónoma de Castilla y León. Cuenta con una población de 41 habitantes (INE 2024).

## Geografía
Ubicación
La localidad está situada a una altitud de 962 m s. n. m.
| Noroeste: Muñogrande           | Norte: Muñogrande | Noreste: Muñogrande             |
| Oeste: El Parral               |                   | Este: Santo Tomé de Zabarcos    |
| Suroeste: Grandes y San Martín | Sur: Brabos       | Sureste: Santo Tomé de Zabarcos |

## Demografía
Sigeres cuenta con una población de 41 habitantes (INE 2024).
| Gráfica de evolución demográfica de Sigeres entre 1842 y 2021                                                         |
| |
| Población de derecho según los censos de población del INE. Población de hecho según los censos de población del INE. |